# Die Häschenschule – Jagd nach dem Goldenen Ei
Die Häschenschule – Jagd nach dem Goldenen Ei ist ein deutscher Animationsfilm aus dem Jahr 2017. Die Fortsetzung im Jahr 2022 ist Die Häschenschule – Der große Eierklau.

## Handlung
Der Hasenjunge Max lebt allein auf einer Verkehrsinsel inmitten der Stadt. Sein Traum ist, Gang-Mitglied bei den „Wahnsinns-Hasen“ zu werden. Bei einer Mutprobe fliegt er in einem Modellflugzeug mit, wird dabei aber von einer Windböe erfasst und weit von der Stadt weggetrieben. Er landet mitten im Wald und trifft dort auf ein Ausbildungscamp für Osterhasen, die Häschenschule. Von dort will er zwar schnell wieder weg, allerdings warten im Wald die Füchse auf die Hasen. Nach mehreren Abenteuern lernt Max die Lebensweise der Häschenschule schätzen und unterstützt die anderen Hasen beim Kampf gegen die Füchse.

## Hintergrund
Die Figuren des Films basieren auf dem Kinderbuchklassiker von Albert Sixtus und Fritz Koch-Gotha aus dem Jahr 1924. Die Handlung wurde den heutigen Lebensumständen angepasst.

## Kritik
Der Filmdienst urteilt: „Schwungvoller Animationskinderfilm, der mit Witz und Humor, Poesie und moderater Spannung die Bedeutung von Verantwortung für sich selbst wie auch für andere vermittelt. Einfallsreich entstaubt er den alten Bilderbuch-Klassiker und erschließt ihn turbulent-unterhaltsam für seine junge Zielgruppe. – Sehenswert“.
Die Deutsche Film- und Medienbewertung bewertet den Film als „besonders wertvoll“: „Der dramaturgische Kniff, dass ein cooler Stadthase, der so gerne auch in einer Stadtgang mitmischen möchte, zum Retter der Häschenschule wird, gibt den bildlichen Kontrast zwischen Großstadt und idyllischem Waldleben. Dass auch die Häschenschule sich etwas verändert hat, angereichert durch ein kletterwaldähnliches Trainingscamp und durch Unterrichtsergänzung neben dem Ostereiermalen in Karate und Meditation, passt wunderbar und stellt das ursprüngliche Thema der Häschenschule dennoch nicht komplett in Frage“.